# Desmarestia latifrons
Espèce
Desmarestia latifrons est une espèce d'algues brunes de la famille des Desmarestiaceae.

## Synonyme
Spinularia latifrons est le basionyme de cette espèce.  